# Takuma Sato
Takuma Sato (Tokio, 28. siječnja 1977.), bivši japanski vozač Formule 1.